# Włodawai járás
| A Włodawai járás címere                                                                                    | A Włodawai járás zászlaja |
| Ország | Lengyelország             |
| Vajdaság                                                                                                   | Lublini                   |
| Elöljáró                                                                                                   | Wiesław Holaczuk          |
| Terület | 1256,27 km²               |
| Lakosság (2006)                                                                                            | 40 052 fő                 |
| Népsűrűség                                                                                                 | 32 fő/km²                 |
| Székhely                                                                                                   | Włodawa                   |
| Községek - Városi - Városkörnyéki - Falusi                                                                 | 1 – 7                     |
| Rendszám                                                                                                   | LWL                       |
| Weboldal                                                                                                   | www.nasza.wlodawa.pl      |
| A Lublini vajdaság elhelyezkedése Lengyelországban · A Włodawai járás elhelyezkedése a Lublini vajdaságban |                           |

A Włodawai járás (lengyelül Powiat włodawski) járás Lengyelországban, a Lublini vajdaságban. 1999-ben jött létre az akkori adminisztrációs reform eredményeképp. Székhelye Włodawa város.
A járást a következő nagyobb települések alkotják:
- városi jogú település: Włodawa
- községek: Hanna, Hańsk, Stary Brus, Urszulin, Włodawa, Wola Uhruska, Wyryki
- város: Włodawa

## Elöljárók
- 1998–2002: Marek Pawłowski
- 2002–2006: Edward Łągwa
- 2006–2010: Janusz Kloc
- 2010-től: Wiesław Holaczuk

## Demográfia
A népesség száma (adatok: 2005. június 30.):
|        | Összesen | Összesen | Nők    | Nők  | Férfiak | Férfiak |
| ------ | -------- | -------- | ------ | ---- | ------- | ------- |
|        | szám     | %        | szám   | %    | szám    | %       |
| összes | 40 430   | 100      | 20 483 | 50,7 | 19 947  | 49,3    |
| város  | 13 758   | 100      | 7092   | 51,5 | 6666    | 48,5    |
| falu   | 26 672   | 100      | 13 391 | 50,2 | 13 281  | 49,8    |

## Külső hivatkozások
- Hivatalos oldal